# Zapadlisko tektoniczne
Zapadlisko tektoniczne – część ziemskiej skorupy obniżona ruchami tektonicznymi, ograniczona uskokami (rów tektoniczny). Jest to zjawisko częste na przedpolu gór (na przykład zapadlisko przedkarpackie) i w obszarach orogenu (na przykład zapadlisko Saary).

## Rodzaje zapadlisk tektonicznych

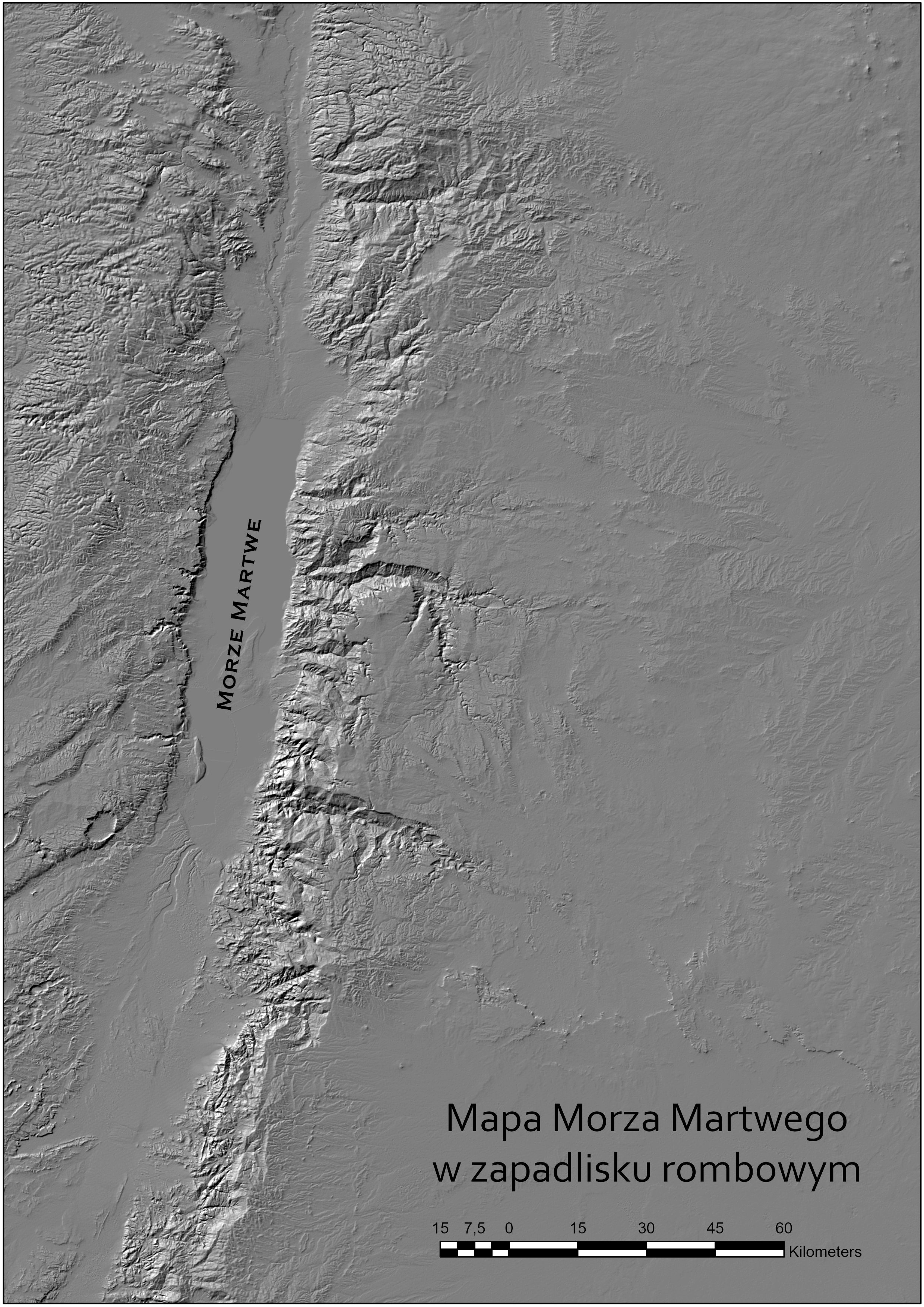
Mapa Morza Martwego z wyraźnie widocznym zapadliskiem rombowym

Wśród zapadlisk tektonicznych wyróżnia się następujące rodzaje:
Rowy tektoniczne
Rodzaj obniżenia geologicznego, obejmujący wąski i podłużny fragment skorupy ziemskiej, który zapadł się wzdłuż równoległych do siebie uskoków normalnych.
Wielkie rowy tektoniczne
Wiele zapadlisk połączonych ze sobą siecią rzeczną lub będących bezodpływowymi kotlinami.
Półrowy
Odmiana rowów tektonicznych. Półrowy ograniczone są uskokiem tylko z jednej strony. Przykład stanowi Dolina Śmierci w Kalifornii.
Zapadliska rombowe
Jest to typ zapadliska przesuwczego, który określany jest „rozziewem rombowym” (ang. pull-apart basin). Powstają wzdłuż zapadliska tektonicznego o charakterze przesuwczym. Niektóre z nich to kotliny o w miarę regularnym kształcie oraz długością i szerokością zbliżonymi do siebie. Przykładem takiego rozziewu jest Morze Martwe.